# Franz Josef Kremp
Franz Josef Kremp (* 9. Juni 1955 in Neunkirchen (Saar)) ist ein deutscher Diplomat. Er war zuletzt von 2017 bis 2021 Botschafter in Zypern.

## Leben
Kremp leistete nach dem Abitur 1974 zwischen 1975 und 1976 Zivildienst in einer Tagesstätte für geistig schwerbehinderte Kinder und Jugendliche und begann anschließend 1976 ein Studium der Rechtswissenschaften an der Universität des Saarlandes in Saarbrücken sowie an der Johannes Gutenberg-Universität Mainz, das er 1983 mit dem Ersten Juristischen Staatsexamen abschloss. Bereits zu Schulzeiten begann er 1972 sein Engagement für Amnesty International und war bis 1987 Mitglied des Vorstandes der Deutschen Sektion. Nach der Ableistung des Rechtsreferendariats zwischen 1983 und 1986 legte er 1986 das Zweite Juristische Staatsexamen ab und arbeitete daraufhin kurzzeitig von 1986 bis 1987 als Rechtsanwalt in Wiesbaden.

## Laufbahn
1987 begann Kremp den Vorbereitungsdienst für den höheren Auswärtigen Dienst und war nach dessen Abschluss zwischen 1988 und 1989 zunächst im Referat für Tourismus und Verkehr der Wirtschaftsabteilung in der Zentrale des Auswärtigen Amtes in Bonn sowie danach von 1989 bis 1991 als Referent für Presse und Wirtschaft sowie Ständiger Vertreter des Botschafters in Guinea tätig. Nach seiner Rückkehr arbeitete er zwischen 1991 und 1995 als Referent im Referat OSZE der Politischen Abteilung des Auswärtigen Amtes sowie danach von 1995 bis 1998 als Stellvertretender Leiter der Wirtschaftsabteilung der Botschaft im Vereinigten Königreich, ehe er zwischen 1998 und 2002 Stellvertretender Leiter des Referates für bilaterale Beziehungen zu den EU Mitgliedern in Nord- und Süd-Europa in der Europaabteilung des Auswärtigen Amtes war. Kremp war im Anschluss von 2002 bis 2005 Ständiger Vertreter des Botschafters in Griechenland sowie zwischen 2005 und 2009 Leiter des Personalreferates in der Zentralabteilung des Auswärtigen Amtes und fungierte daraufhin von 2009 bis 2013 als Beauftragter für den Rechts- und Konsularbereich sowie Migrationsfragen im Auswärtigen Amt.
Ab 2013 war Kremp als Nachfolger von Heinz-Peter Behr Botschafter der Bundesrepublik Deutschland in den Niederlanden. Von 2016 bis 2017 war Kremp Botschafter im Irak, anschließend von September 2017 bis Mitte 2021 Botschafter in Zypern.